# نمازخانه میرزا تقی
نماز خانه میرزا تقی مربوط به دوره قاجار است و در شهرستان میبد، روستای بفروئیه، کوچه گلستان ۱۲ واقع شده و این اثر در تاریخ ۲۴ اسفند ۱۳۸۳ با شمارهٔ ثبت ۱۱۶۲۹ به‌عنوان یکی از آثار ملی ایران به ثبت رسیده است.